# İrem Karamete
İrem Karamete (née le 20 juin 1993 à Istanbul) est une escrimeuse turque qui pratique le fleuret.

## Biographie
Elle remporte la médaille de bronze en individuel lors des Jeux méditerranéens de 2013 à Mersin.
Elle se qualifie lors du tournoi olympique de qualification européen pour les Jeux olympiques d'été de 2016 à Rio. Elle est éliminée au premier tour en perdant contre la fleuretiste française Ysaora Thibus sur le score de 15-6.

## Palmarès
- Jeux méditerranéens
  -  Médaille de bronze en individuel aux Jeux méditerranéens de 2022 à Oran